# ケント郡 (ロードアイランド州)
座標: 北緯41度41分 西経71度35分 / 北緯41.68度 西経71.58度
ケント郡（英: Kent County）は、アメリカ合衆国ロードアイランド州にある郡。人口は17万0363人（2020年） 。郡庁所在地は、イーストグリニッジである。

## 地理
アメリカ合衆国統計局によると、この郡は総面積487 km2 (188 mi2) である。このうち441 km2 (170 mi2) が陸地で46 km2 (18 mi2) が水域である。総面積の9.53%が水域となっている。

### 隣接する郡
- プロビデンス郡 - 北
- ブリストル郡 - 東
- ワシントン郡 - 南
- コネチカット州ニューロンドン郡 - 西
- コネチカット州ウィンダム郡 - 西

## 人口動勢
2000年現在の国勢調査で、この郡は人口167,090人、67,320世帯、及び44,969家族が暮らしている。人口密度は379/km2 (982/mi2) である。160/km2 (414/mi2) の平均的な密度に70,365軒の住宅が建っている。この郡の人種的な構成は白人95.54%、アフリカン・アメリカン0.93%、先住民0.23%、アジア1.34%、太平洋諸島系0.02%、その他の人種0.65%、及び混血1.28%である。ここの人口の1.69%はヒスパニックまたはラテン系である。
67,320世帯のうち、29.90%が18歳未満の子供と一緒に生活しており、52.70%は夫婦で生活している。10.50%は未婚の女性が世帯主であり、33.20%は家族以外の住人と同居している。27.60%は独身の居住者が住んでおり、11.40%は65歳以上で独居である。1世帯の平均人数は2.45人であり、家庭の場合は、3.02人である。
この郡内の住民は23.20%が18歳未満の未成年、18歳以上24歳以下が7.00%、25歳以上44歳以下が30.50%、45歳以上64歳以下が24.20%、及び65歳以上が15.10%にわたっている。中央値年齢は39歳である。女性100人ごとに対して男性は92.30人である。18歳以上の女性100人ごとに対して男性は88.70人である。
この郡内の世帯ごとの平均的な収入は47,617米ドルであり、家族ごとの平均的な収入は57,491米ドルである。男性は40,052米ドルに対して女性は29,130米ドルの平均的な収入がある。この郡の一人当たりの収入 (per capita income) は23,833米ドルである。人口の6.60%及び家族の4.80%は貧困線以下である。全人口のうち18歳未満の7.90%及び65歳以上の8.10%は貧困線以下の生活を送っている。

## 都市及び町
- ウォリック
- コヴェントリー
- ウェストウォリック
- イーストグリニッジ（郡庁所在地）
- ウェストグリニッジ